# Thermophis baileyi
Thermophis baileyi — вид змій родини полозових (Colubridae). Ендемік Китаю.

## Поширення і екологія
Thermophis baileyi мешкають на півдні Тибету, в долині річки Ярлунг-Цангпо, між Гімалаями та Трансгімалаями. Вони живуть на луках і болотах, поблизу струмків і гарячих джерел, на висоті від 3000 до 4900 м над рівнем моря. Живляться рибою та амфібіями, зокрема Nanorana parkeri. Самиці відкладають 6 яєць.

## Збереження
МСОП класифікує стан збереження цього виду як близький до загрозливого. Herpetoreas baileyi загрожує знищення природного середовища, пов'язане з будівництвом термальних гідроелектростанцій.